# Vera Jermolajeva
Vera Michajlovna Jermolajeva (ryska: Вера Михайловна Ермолаева), född 2 november 1893, i byn Kljutji i Guvernementet Saratov, död 26 september 1937 i Karlag i Karaganda oblast i Kazakiska SSR, var en rysk målare, grafisk designer, illustratör och del av de ryska avantgardet. Hon gick på kryckor, efter att ha blivit förlamad i benen efter en olycka. Efter studier i måleri och arkeologi grundade hon 1918 den lilla förlagsstudion Сегодня (ry: Segodnja, "Idag") i Petrograd, som publicerade små upplagor av barnböcker, diktsamlingar och liknande, illustrerade med handmålade linoleumtryck, inspirerade av rysk folkkonst och bilderbokstraditionen lubok. 1921 blev hon rektor för konstskolan i Vitebsk där hon var med om att grunda konstnärsgruppen UNOVIS. 1929 var hon med om att grunda konstnärsgruppen för bildmässig plastisk realism vilket resulterade i att hon dömdes till tre års straffarbete i Gulag på grund av "antisovjetiska aktiviteter". Domen ändrades sedermera till en dödsdom och hon avrättades den 26 september 1937.

## Biografi
Vera Jermolajeva föddes 1893 nära staden Petrovsk i dåvarande Guvernementet Saratov i Kejsardömet Ryssland. Hennes far Michail Sergejevitj Jermolajev ägde land och var ordförande i Zemstvorådet. Hennes mor Anna Vladimirovna var född baronessa von Ungern-Unkovskaja.
I sin ungdom föll Vera Jermolajeva av sin häst, vilket förlamade hennes ben och resten av livet gick hon på kryckor. Jermolajeva fick sin utbildning i Västeuropa. Hon gick på en sekulär skola i Paris och på ett gymnasium i Lausanne.

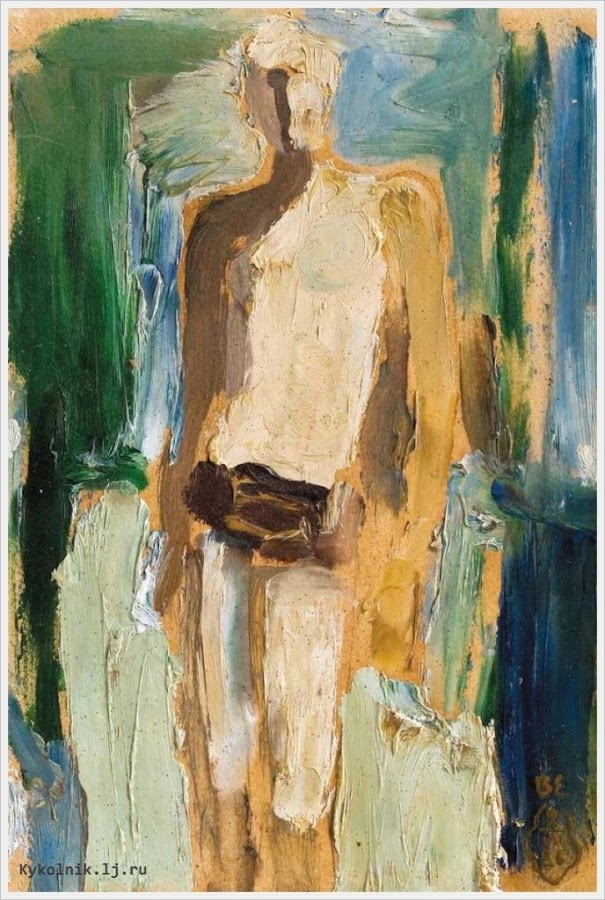
"Modell", målning från 1926

Familjen Jermolajev återvände 1904 till Ryssland och flyttade 1905 till Sankt Petersburg. Hennes far sålde sina fastigheter, skapade kooperativet Arbetsförbundet och började ge ut den liberala tidningen Жизнь (ry: Zjizn, "Livet"). Fadern dog 1911. År 1910 gick Jermolajeva ur gymnasiet "Princesse Obolenska" i Sankt Petersburg och började 1911 på Michail Bernsjtejns ateljé i samma stad, där hon studerade kubism och futurism, och lät sig influerad av Michail Le-Dantju, Ilja Zdanevitj och Michail Larionov. 1915-1916 blev hon en del av den futuristiska gruppen Бескровное убийство (ry: Beskrovnoje ubijstvo, "Oblodigt mord") tillsammans med bland andra Nikolaj Lapsjin. De publicerade en tidskrift med samma namn som gruppen. 
Förutom måleri var Vera Jermolajeva intresserad av historia och avslutade 1917 studier vid det arkeologiska institutet i Petrograd. Hon var också medlem i konstnärsorganisationerna Свобода искусству (ry: Svoboda iskisstvu, "Frihet för konst") och Искусство и революция (ry: Iskusstvo i revoljustija, "Konst och revolution"). 
0

### Förlagsstudion сегодня
År 1918 grundade Jermolajeva i Petrograd den lilla förlagsstudion Сегодня ("Idag") som producerade små utgåvor av handgjorda bilderböcker, inspirerade av rysk folkkonst och bilderbokstraditionen lubok. Där skapade hon bland annat de två barnböckerna Щенки (ry: Sjtjenki, "Valpar") och Петух (ry: Petuch, "Tuppen") skrivna Natan Vengrov, och en rysk översättning av dikten "Pioneers! O Pioneers!" av den amerikanska poeten Walt Whitman. Illustrationerna gjordes med linoleumtryck och var oftast handmålade. I vissa fall var även texten skuren i linoleum.

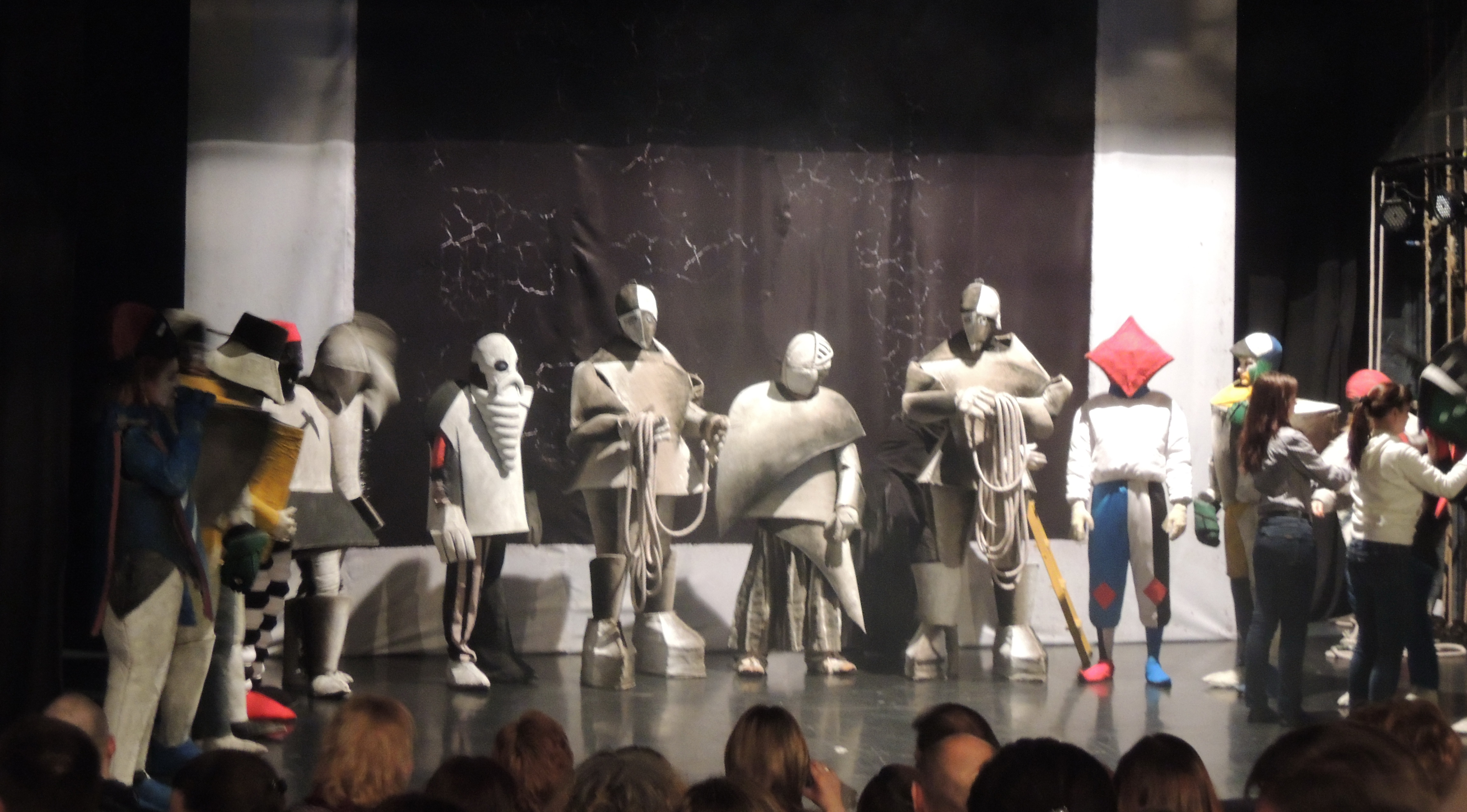
Победа над Солнцем (Seger över solen), vid Stas Naminsteatern i Moskva 2014.

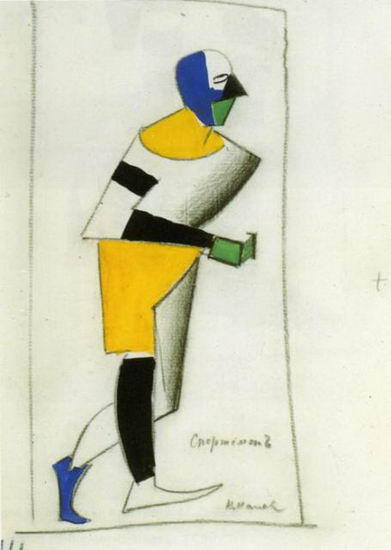
Kostymskisser av Kazimir Malevich för Победа над Солнцем (Seger över solen).

Efter revolutionen blev Vera Jermolajeva en del av Изо-наркомпрос, det vill säga teckningsavdelningen IZO inom Народный комиссариат просвещения РСФСР ("Folkets kommission för utbildning") men experimenterade även som skådespelare på teatern. 1920 skapade hon scenografi för en uppsättningarna av den futuristiska operan Победа над Солнцем (Seger över solen) av Kazimir Malevitj, med musik av Michail Matiusjin, libretto av Aleksej Krutjonych och regisserad av UNOVIS i Vitebsk. 1922 ställdes hennes scenografi ut i Berlin och idag ingår en del av scenografin i Museum of Modern Arts (MoMA) samling. Hon gjorde också scenografi för Война и мир (Krig och Fred) av Vladimir Majakovskij..

### Vitebsk konstskola

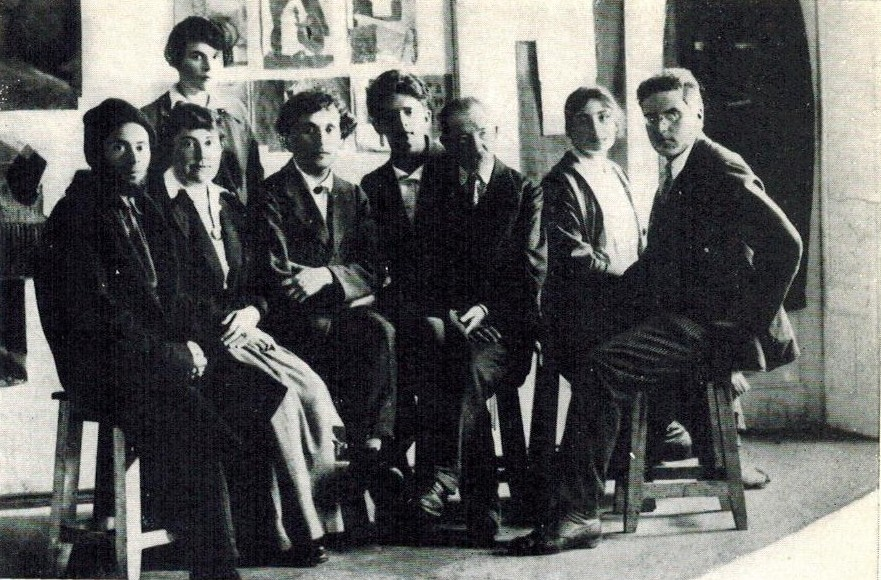
Lärarna på Vitebsk konstskola, 26 juli 1919. Sittande från vänster till höger: Lazar Lisitskij, Vera Jermolajeva, Marc Chagall, David Jakerson, Jurij Pen, Nina Kogan, Aleksandr Romm. Stående ses också en student.

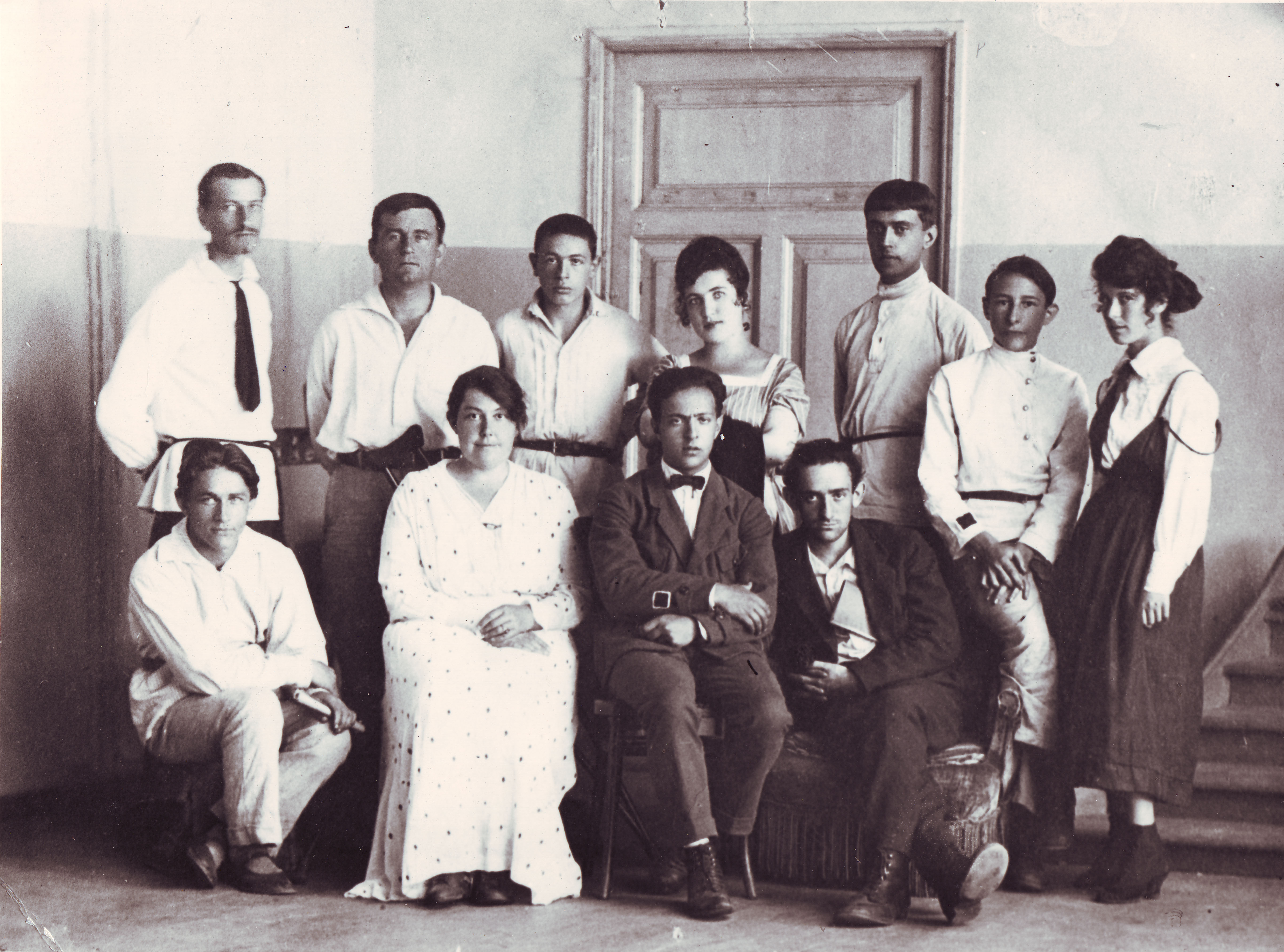
UNOVIS i Vitebsk, juni 1922. Stående, från vänster till höger: Ivan Tjervinko, Kazimir Malevitj, Jefim Rojak, Anna Kagan, Nikolaj Sujetin, Lev Judin, Jevgenia Magaril. Sittande, från vänster till höger: Michail Veksler, Ilja Tjasjnik, Lazar Chidekel.

I april 1919 skickade IZO henne till Vitebsk för att undervisa vid Folkets konstskola. Där ledde hon klasser i kubofuturism. I november samma år bjöd hon in Kazimir Malevitj till skolan för att undervisa. Efter att Marc Chagall lämnade skolans 1921 övertog Jermolajeva som rektor. Tillsammans med Malevitj och hans studenter utvecklade Jermolajeva organisationen UNOVIS – en gruppering som definierade sig som ett laboratorium för studier av konstens utveckling. 1920 och 1921 presenterades Jermolajevas arbeten på UNOVIS utställning i Moskva och 1922 i Berlin. Under åren 1920–1922 var hon medlem av, och sekreterare för UNOVIS.
Under tiden i Vitebsk skapade hon en serie suprematistiska muralmålningar på olika officiella byggnader i staden.
I augusti 1922 återvände Jermolajeva till Petrograd där hon blev direktör för ett trädgårdslaboratorium inom det statliga institutet för konstnärlig kultur (ГИНХУК). Efter att hon lämnat Vitebsk återgick konstskolan till en mer traditionell socialrealism likt den som kom att dominera den sovjetiska konsten..

### Grafisk formgivning
Vera Jermolajeva arbetade också som grafisk formgivare. På 1920-talet illustrerade hon böcker som Топ-топ-топ ("Top-top-top") av Nikolaj Asejev, Много зверей, 1928 ("Många vilda djur") och Рыбаки 1931 ("Fiskare") av Aleksandr Vvedenskij Поезд (ry: Pojezd, "Tåget") av Jevgenij Sjvarts (1929), Иван Иваныч Самовар ("Ivan Ivanytj Samovar") av Daniil Charms (1930) och många andra böcker. Hon illustrerade också en serie fabler av Ivan Krylov. I slutet av 1920-talet arbetade hon för tidningarna Воробей (ry: Vorobej, "Sparvar"), Новый Робинзон (ry: Novyj Robinzon, "Nya Robinson"), "Tchij" och "Ioj".
Hon ger också kurser.

### Dödsdom
1929 grundade Jermolajeva, tillsammans med konstnärerna Vladimir Sterligov, Konstantin Rozjdestvenskij, Lev Judin, Nikolaj Sujetin och Anna Leporskaja, gruppen för bildmässig plastisk realism . Jermolajeva anordnade "tisdagsmöten" i sin lägenhet där konstnärerna presenterade sina verk med efterföljande diskussioner. Trots att gruppen var liten förbjöds den att verka av i det stalinistiska Sovjetunionen. Den 25 december 1934 arresterades Jermolajeva tillsammans med Vladimir Sterligov, Lev Galperin och Nina Kogan.
Den 29 mars 1935 förklarades NKVD Jermolajeva skyldig enligt strafflagens paragrafer 58-10 och 58-11. Vera Jermolajeva anklagades för "antisovjetiska aktiviteter, i form av spridande av idéer, och försök att organisera en grupp med anti-sovjetiska intellektuella"..
Den 29 mars 1935 skickades hon till Gulag för att avtjäna ett treårigt straff i Karlag i Karaganda oblast i Kazakiska SSR (numera Kazakstan).
Ett andra strafföreläggande lades till hennes dom den 20 september 1937 genom beslut av NKVD, även denna gång utifrån paragraferna  58-10 och 58-11 i strafflagen. Hon dömdes till döden och sköts till döds den 26 september 1937 i arbetslägret Karlag. Den 20 september 1989, mer än femtio år efter sin död, fick hon juridisk återupprättelse av den sovjetiska staten.

## Bilderböcker (urval)
- Зайчик. Пг.: Изд-во С. Я. Штрайха, 1923 (Le jeune lièvre)
- Житков Б. Девчонки: [Картинки для разрезывания с текстом]. [М.]: Гос.изд-во, тип. Печатный двор в Лгр., 1928 (Jitkov:les filles)
- Житков Б. Кто кого? М.: Гос. изд-во, 1928
- Житков Б. Одень меня: [Картинки для разрезывания с текстом]. [М.]:Гос. изд-во, тип. Печатный двор в Лгр., 1928
- Ильин М. (И. Я. Маршак). 10 фокусов Чудодеева. М.; Л.: Гос. изд-во, тип. Печатный двор в Лгр., 1928. (1930)
- Ермолаева В. Горе-кучер. Л. 1928
- Ермолаева В. Собачки. Л. 1928. (Les chiens)  В. Ермолаева. Собачки. (Из фонда редких изданий Национальной библиотеки Украины для детей)
- Н. А. Заболоцкий. Хорошие сапоги. М. Гос. изд-во, 1928 (Zabolotski : Les belles bottes)
- Введенский А. Рыбаки. М.: Гос. изд-во, 1930
- Введенский А. И. Подвиг пионера Мочина. Л.-М.: Гос. изд-во, 1931
- Д. И. Хармс.Иван Иваныч Самовар. Л.-М.: Гос. изд-во, 1930 (Harms : Ivan Ivanitch Samovar).